# Zamarada triangularis
Zamarada triangularis là một loài bướm đêm trong họ Geometridae.